# Polur (Iran)
Polur (arab. ‏پلور‎) – wieś w Iranie, w ostanie Mazandaran Amol. W 2006 roku miejscowość liczyła 316 mieszkańców w 86 rodzinach.